# 印度文化
印度文化，涉及到印度人生活的方方面面：语言、宗教、舞蹈、音乐、建筑、饮食等等。生活习俗因地区不同会呈现出不同的形式 。印度文化被广泛认为是一个经多地区文化融合而成的整体，横跨印度次大陆，并且受到了数千年传统文化的影响。在多姿多彩的印度文化中，有许多文化元素深刻影响了全世界，如印度宗教，瑜伽，印度菜。

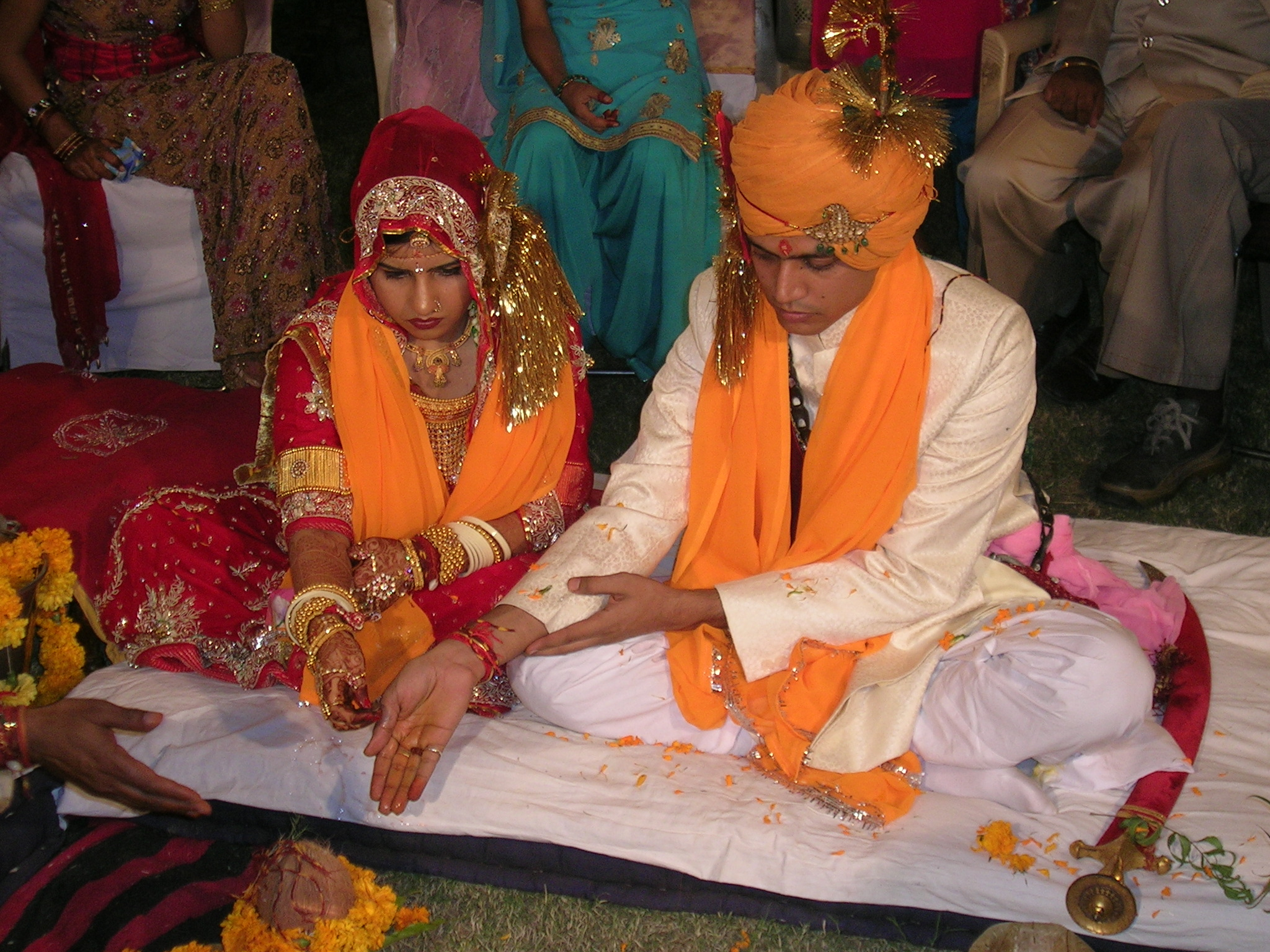
印度婚禮

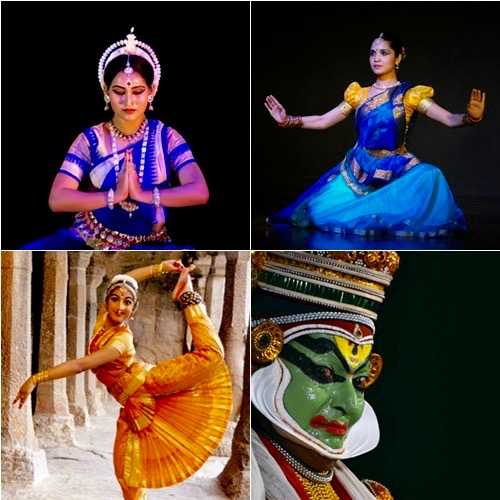
民族舞

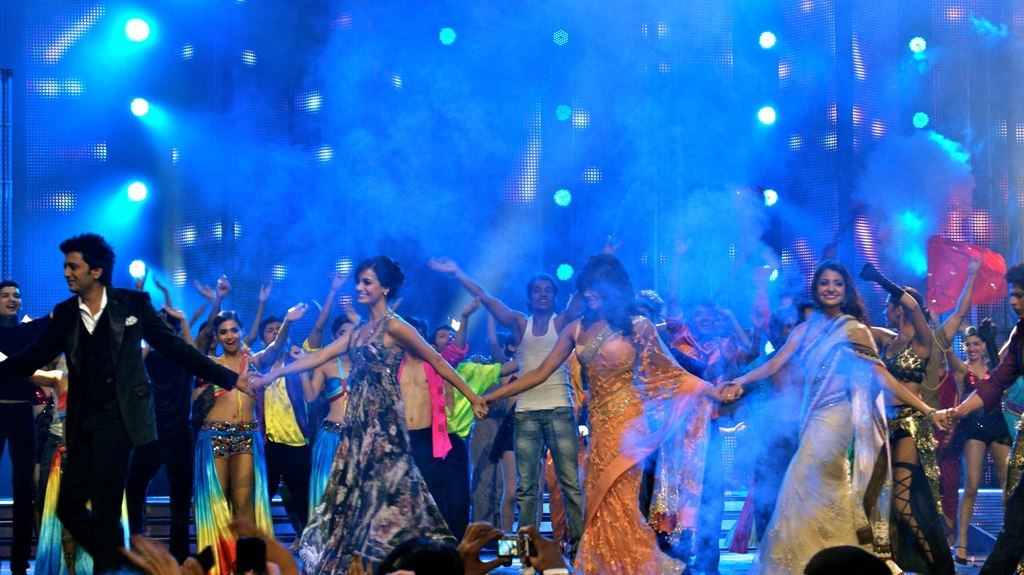
現代集體歌舞文化

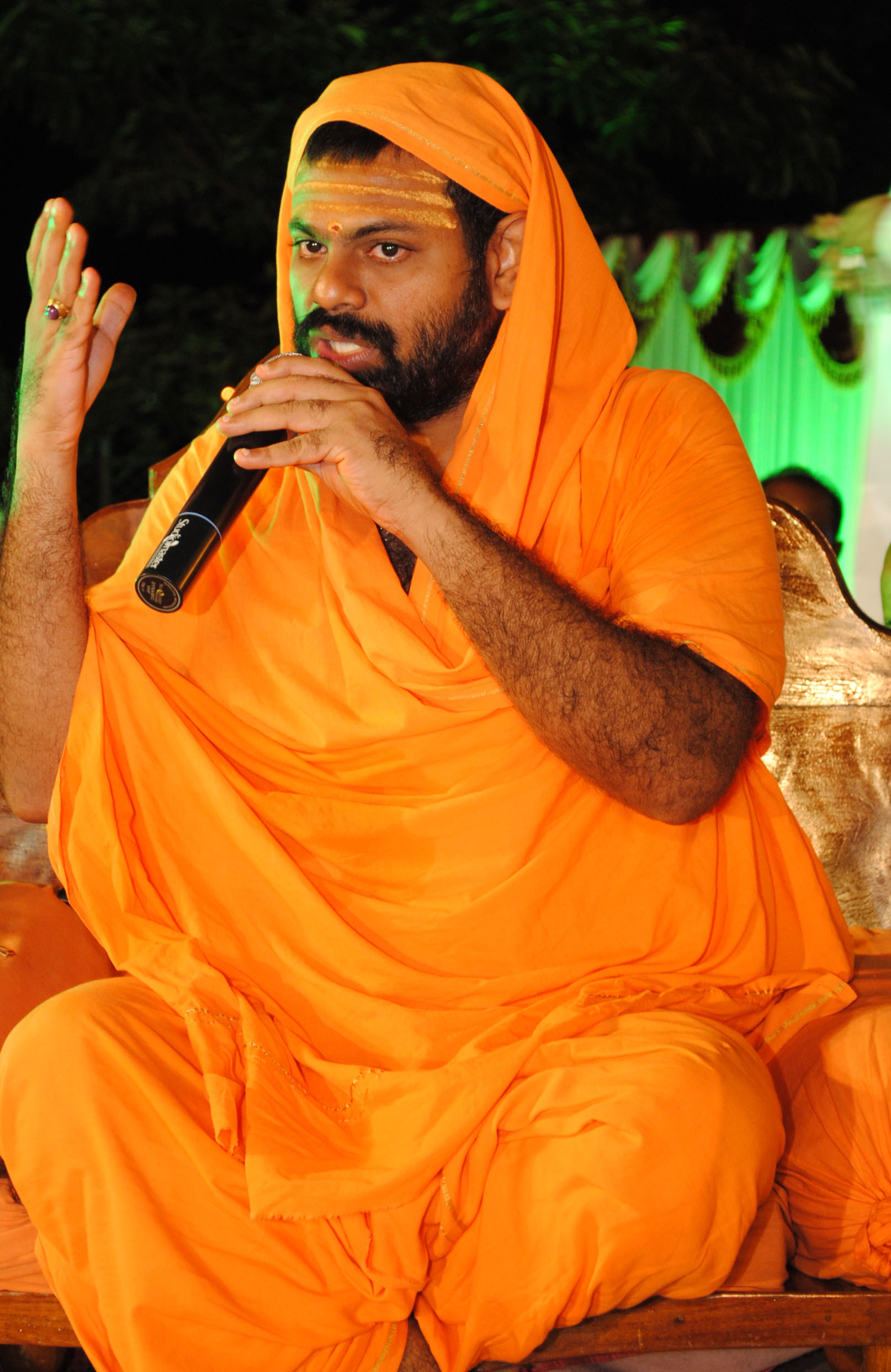
印度教僧侶

## 基本特征
印度文化没有很大的扩张性和侵略性，但积极抵制外来文化的入侵。虽然在印度早期有许多国王将佛教视为国教，后来被信奉伊斯兰教的蒙古和突厥王公统治，近二百年来又被信仰基督教的英国人作为殖民地，但每个外來政權下台后，印度又恢复印度教传统。雖然穆斯林对印度进行了几百年冲击，但只同化了巴基斯坦和孟加拉两片土地，没能撼动主体印度文化。而印度文化并不是单一的宗教文化，印度大陆早期就已出现了一些其他宗教，如锡克教、耆那教、佛教等，只有佛教成功地向其他国家输出，其中南传佛教国家已经成为印度文化圈内的国家，而北传佛教则吸收了中国儒家的哲学思想，和儒教合流。

## 宗教
印度是佛教、印度教、耆那教、锡克教和其他一些宗教的诞生地，宗教文化十分繁荣。这些宗教被统称为印度宗教。印度宗教也被认为是“戒条式宗教（Dharmic Religions）”，与阿拉伯宗教一样，是世界宗教的主要形式。如今，印度教和佛教分别是世界上第三、第四大宗教，总共拥有信徒超过20亿，也可能已经超过25亿。
印度是世界上宗教最为多元化的国家之一，也有着一些最为“信仰化”的社会、文化元素。如今，宗教在许多印度人的心目中仍然扮演着极为重要的角色，并产生了极重要的影响。
根据印度2001年的人口普查，八成的宗教信徒皈依印度教，而13%的印度民众信仰伊斯兰教。印度也拥有两千三百万基督宗教信徒，一千九百万锡克教教徒，八百万佛教教徒和四百万耆那教教徒。
锡克教，耆那教，尤其是佛教，其影响范围不仅仅局限于印度国内，更传播到了世界各地。而当地的伊斯蘭教、基督宗教、拜火教和巴哈伊信仰也有一定的影响力，但其信徒人数较少。无神论者（唯物论者）和持“不可知论”哲学思想的人在印度也是有较大影响力的。
印度亦有许多教会学校。

## 家庭结构和婚姻
在一代一代繁衍的过程中，印度家庭普遍形成了一种数代同堂的家族结构。这是一种由众多繁衍生息的家庭成员组成的结构，家庭成员中包括高（曾）,祖父母（家长）,祖父母、父母,孩子, 孩子的配偶, 孩子的下一代以及孩子的下下一代，他们一同生活。通常，最年长的女性即这个家族的家长，家规以及重大决策都由她来做出，而其他家庭成员必须不渝遵守。
1966年一项研究表明，众多印度家庭的规模和结构在1911年至1951年间趋于相同。自那以后，随着地区城镇化和经济的发展，印度面临着传统家族逐渐瓦解为单个小家庭的局面。

### 包办婚姻
数世纪以来，包办婚姻一直是印度社会的传统做法。即使是在今天，大部分印度人的婚姻都是由父母或家族里有威望的亲属包办的。在过去，印度人成婚年龄很小，尤其是在拉贾斯坦邦。但随着印度社会的开化和现代化，成婚年龄在推迟，现在也有法律规定了结婚年龄。
在大多数情况下，男女結婚首先要新娘为新郎赠送嫁妆，传统观点认为，嫁妆被认为是新娘送给新郎的一部分家族财富，因为女孩是没有权利继承家族基业的，嫁妆也通常包含了可穿戴的贵重物品，如珠宝和传家宝，这些珍贵物品可以伴随女方终身。在历史上，绝大多数家庭基业都是由长子（男性）继承的。1956年以来，印度法律在无合法遗嘱的遗产继承问题上，遵循男女平等的原则。而现在越来越多的印度人在遗产（财产）继承问题上都用立遗嘱的方式来解决。2004年，印度大约有20%的遗产继承行为遵循了遗嘱。
在印度，离婚率非常低，仅为1%，而美国却高达40%。但这些统计数据也只是反应了部分情况，也欠缺针对印度婚姻（涵盖了夫妻双方思想观点）的科学论证、研究。

### 婚礼形式
每一次印度婚礼都是一次节日式的庆典活动，在婚礼中有华丽的布景，色彩斑斓的装饰，多彩的舞蹈和以男女双方宗教信仰为基础的传统仪式，也有人们各自偏爱的活动。印度国内每年会举行大约一千万次的婚礼，其中80%属于印度教婚礼（Hindu weddings）。
虽然印度教里有许多与节日庆典有关的仪式，但是婚嫁仪式（viviha）是每个印度成年人都要经历的、也是最常见最广泛的个人仪式。普通的印度教家庭都会竭尽全力、翻箱倒箧地去为子女准备婚礼。印度教婚礼仪式及其过程会因各种因素而呈现出不同的形式和方式，其最主要的因素有：印度宗教、当地习俗、家庭背景及财产、新郎新娘双方个人偏好。但是在印度教中有几个关键的、共同的仪式一般是不变的——Kanyadaan、Panigrahana、Saptapadi。这三种分别以如下形式开展：第一种是由父亲将女儿亲手送出，第二种是男女双方自愿地在火堆旁手牵手，见证两人即将到来的结合；第三种是在火堆面前男女双方走七步，走每一步时嘴里都会喊出誓言。完成后，两人就成为合法夫妻了。

## 问候
印度人问候寒暄的方式种类繁多，如：那摩斯代（北印度地区）、合十礼（马拉地地区）、那马斯卡拉（南卡纳达地区）等。这些问候方式在印度十分常见，而还有一些已经失传，并逐渐被弃用了。那马斯卡式的合十礼（Namaskar）被认为比普通的合十礼（Namaste）要稍微正规一点，但两种问候方式都可以用以表达崇高的敬意。合十礼这种问候方式被广泛运用于居住在印度和尼泊尔的印度教教徒、耆那教教徒及佛教徒中，也有很多在海外的印度人依然保持这种问候的方式。在印度文化和尼泊尔文化中，书面交流或口头交流的开头一般都会用上一些问候语。而双手合拢的姿势通常代替了口头语言，被用于离别之时。这种肢体语的意思就是“我向你鞠躬”。该语义源自梵文，梵文中的“namah”是“鞠躬”、“尊敬”、“真诚地问候”和“尊重”的意思，而“te”就是“向你”的意思，合起来就是“namah te”。

## 节日
印度是一个多元宗教、多元文化的国家，人们会庆祝属于不同宗教的节日（假日）。印度政府规定的三个公共假期是：印度独立日，共和国日以及甘地诞辰日。每到了节日当天，普天同庆。除此之外，由于有各自流行的宗教和广泛分布的使用不同语言的人口，印度各邦拥有自己独具特色的节日庆典。其中较为广泛的宗教节日包括：印度教的九阳节、排灯节、甘尼许节、杜加女神节、胡里节和都色拉节，还有一些“收获节”如，庞格尔节、欧南节等。

## 动物
印度的生物多样性以及丰富的野生动植物对当地文化有着深远持久的影响力。印度对“野外”的命名是英文单词“Jungle”，这是受到了英国殖民者的影响。印度多样的野生动植物也成为了一些寓言故事或小说的主题，譬如《老鼠嫁女》和《佛陀本生故事》。
在印度教里，奶牛被人认为是和平者、女神、好运和财富的象征。因此，奶牛在印度教很受尊敬，饲养奶牛也被看作是崇拜的表现。

## 服饰
印度的传统服饰因不同的地方会呈现出不同的风格，也深受当地文化、地理环境和城乡发展的影响。流行的服装样式通常是带褶子的，如女子穿的纱丽（Sari）、男子穿的托蒂（Dhoti）和隆基（Lungi）。缝纫制作的衣服也很流行，如女子的Churidar或salwar-kameez（这种服装通常配有可以披到肩上的长围巾）。Sari是一款宽松的服装，而churidar则是一款贴身的服装。对男子来说，缝纫制成的服装款式包括 kurta-pyjama、欧式长裤和衬衫。在城市的人经常穿着牛仔衣裤、长裤、西装、无领长袖衬衫和一些其他的流行服装。在公共场合和宗教场所，印度人很忌讳穿着暴露和紧身的衣服。大多数印度人的衣服都是棉制的，这种棉材质的衣服在当地炎热的天气中，穿着十分舒适。正因为印度的气候（热带季风气候）夏季通常高温，降水充沛，所以印度人大多都喜欢穿凉拖鞋。
吉祥痣通常是印度教妇女装饰的必要元素。她们将吉祥痣贴在额头上，把吉祥痣当做是一种象征着好运的符号。依照传统，只有已婚的印度教妇女才能贴上红色的吉祥痣，而未婚妇女则贴上彩色反光的吉祥痣。但现今闪耀着五颜六色的吉祥痣已经成为了印度女性时尚的一部分。而一些女性为自己贴上朱砂痣，朱砂痣是印度教已婚妇女的传统符号，单身女子通常不贴这种痣，其他来自各个宗教派别的超过1亿印度女子也不贴这种痣（除了可能已婚的无神论者）

## 语言和文学
梵文的文字是雅利安语最为古老的证据和考证资料之一，梵文也是最早被认定为属于雅利安语族的成员之一。早期来到印度大陆的欧洲探险者发现了梵语的存在，这次发现促进了比较语言学的发展。18世纪的学者惊奇地发现无论在语法还是在词汇方面上，梵文都与欧洲古代语言相似。而随后进一步的研究又更加表明：印度梵文及其语族都属于印欧语系。
印度语言发展可以大概分为这三个阶段：古时期、中时期，和现代雅利安语时期。古雅利安语是梵语的一种正统、规范形式，这与帕拉克里语有很大区别。帕拉克里语是一种移民者使用的特有语言，这种语言混杂其他语言元素，对发音和语法较为随意，而这种语言也随着人口的融合、人口的移居而改变，也会从其他地区的方言吸收一些词汇。所有这些印度语言的起源和结构都与梵语相似，与彼此相似，也与印欧语系其他语言相似。
印度语与乌尔都语在某些方面是互相联通的。同时，印度语也经常与印度教紧密相连，而乌尔都语通常与南亚伊斯兰教相关。这两种语言最本质的区别就在于印度语通常以“天城体（Devanagari script）”书写，乌尔都语通常以波斯体书写。而在口语上，这两种语言互通。然而，在一些特殊用法中，这两种语言的沟通可能就会存在困难，因为乌尔都语有些词来自波斯语和阿拉伯语，印度语也有些词来自梵文和英语。
泰米尔语是印度主要的古语言之一，演变自数千年前的印度半岛德拉维语言，泰米尔语最早的碑文已经在陶器上发现，其历史可追溯到公元前500年。泰米尔语文学至少发展了超过两千年。

## 艺术

### 舞蹈
印度舞蹈中爱情元素是少不了的。Nātyaśāstra和Abhinaya Darpana这两种舞蹈是梵文文化重要的见证，且流传至今，两者大约都有1700至2200年的历史。